# 100 Jahre – Der Countdown
100 Jahre – Der Countdown ist eine geschichtliche Dokumentationsreihe des ZDF über das 20. Jahrhundert. Autor der Serie ist Guido Knopp. Die Einzeldokumentationen gehen meist auf die Geschehnisse eines bestimmten Jahres ein. Die Gesamtlänge der Reihe beträgt ca. 16½ Stunden. Erstmals ausgestrahlt wurden die Sendungen an den letzten 100 Tagen des Jahres 1999, jeweils nach dem heute-journal im ZDF. Ab Silvester 1999 wurde 100 Jahre bis Ende 2014 mindestens zweimal im Jahr in voller Länge bei Phoenix ausgestrahlt.

## Aufbau
Jede der rund zehn Minuten dauernden Folgen beginnt mit dem Vorspann. Dabei sieht man zunächst die Erde aus dem Weltraum. Während sich der Blick zunehmend annähert, werden, unterlegt von der Titelmelodie, herausragende Zitate des Jahrhunderts abgespielt. Diese sind:
- Three, Two, One (Countdown Apollo 11)
- I Have a Dream (Martin Luther King)
- Wollt ihr den totalen Krieg? (Joseph Goebbels)
- Wir wählen die Freiheit! (Konrad Adenauer)
- Ich bin ein Berliner (John F. Kennedy)
- Die Mauer muss weg! (Willy Brandt)
- Wir sind das Volk! (Montagsdemonstrationen in Leipzig)

Nach dem Vorspann werden drei Ereignisse aus dem Jahr kurz angesprochen, ehe nochmals ein kurzer Vorspann folgt. In diesem sieht man wieder die Erdkugel, ehe die Jahreszahl eingeblendet wird und der Blick durch die geschlossene Punze der an zweiter Stelle stehenden 9 auf den jeweiligen Kontinent zoomt. Nun beginnt die eigentliche Folge, die von dem zuletzt angesprochenen Ereignis handelt. Dieses wird als Aufhänger für eine genauere Betrachtung des Themas genutzt, die nicht nur auf das Jahr beschränkt ist. Etliche der zuvor nur kurz erwähnten Themen werden in anderen Episoden aufgegriffen.
Die einzelnen Folgen sind so gedreht, dass sie auch für sich genommen aussagekräftig sind und das Vorwissen aus älteren Episoden nicht unbedingt erforderlich ist. So wird beispielsweise in der Folge Der Kniefall von Warschau (1970) nochmals einiges über das Warschauer Ghetto berichtet, das mit Der Junge von Warschau (1943) bereits eine eigene Folge hat.
Der erste Beitrag handelt vom Jahr 1900, das noch zum 19. Jahrhundert zählt. Keine eigene Episode bekamen die Jahre 1902, 1904, 1905, 1908, 1910, 1915, 1921, 1931, 1935, 1950, 1952, 1957, 1971, 1973, 1984 und 1996. Auch das Erscheinungsjahr 1999 und somit auch das Jahr 2000, das letzte Jahr des 20. Jahrhunderts, werden nicht mehr erwähnt. Die Jahre 1922, 1936, 1937, 1938, 1941, 1943, 1945, 1954, 1967, 1968, 1972, 1974, 1986 und 1991 sind hingegen doppelt vorhanden, 1953 brachte es gar auf drei Sendungen.
Bei den Zooms auf die Kontinente handelt es sich meistens um Europa, gefolgt von Nordamerika und Asien. Afrika kommt viermal vor, Südamerika zweimal, Antarktika einmal; Australien überhaupt nicht. Auffällig ist zudem, dass in den Folgen, die den Staat Israel betreffen, während des Intros auf den europäischen Kontinent gezoomt wird, obwohl Israel in Vorderasien legt.
Zeitzeugen kommen in den einzelnen Folgen zu Wort, z. B. Otto von Habsburg, Nikolai Romanowitsch Romanow, Millvina Dean, Indro Montanelli, Reinhard Spitzy, Shimon Perez, Reinhold Messner, Edmund Hillary, Edward Teller, James Dougherty, Conrad Schumann, Egon Bahr, Sergei Chruschtschow, Karl Mildenberger, Uwe Seeler, Geoff Hurst und Wolfgang Weber.

## Episoden
Hinweise:
- Die Reihe ist auf VHS und DVD erschienen. Die Beiträge sind allerdings geschnitten und die mit * gekennzeichneten Folgen fehlen.
- Im Outro werden mehr als 400 Archive und über zwölfhundert Interviews als Quellen erwähnt.
- Die folgenden Verlinkungen sind als Hinweis auf das thematische Hintergrundwissen zu verstehen.
- Die Dokumentationsreihe ist in zehn Abschnitte mit den folgenden Untertiteln gegliedert.

### Kapitel 1: Welt im Aufbruch
- 1900 – Es lebe das Jahrhundert
- 1901 – Die Großmutter Europas
- 1903 – Der Traum vom Fliegen
- 1906 – Das Erdbeben von San Francisco
- 1907 – Der Magier und die Zarin
- 1909 – Stimmrecht für Frauen!
- 1911 – Der Wettlauf zum Südpol
- 1912 – Der Untergang der Titanic
- 1913 – Der letzte deutsche Kaiser*

### Kapitel 2: Grabenkrieg
- 1914 – Das Attentat von Sarajewo
- 1916 – Die Hölle von Verdun
- 1917 – Die rote Revolution
- 1918 – Es lebe die Republik!
- 1919 – Der diktierte Frieden*

### Kapitel 3: Verrückte Jahre
- 1920 – Die große Prohibition*
- 1922 – Mussolinis Marsch auf Rom*
- 1922 – Das Grab des Tutenchamun
- 1923 – Hitlers Putsch
- 1924 – Stalins Griff zur Macht*
- 1925 – Chaplin im Goldrausch*
- 1926 – Die schwarze Venus
- 1927 – Der erste Ozeanflug
- 1928 – Die Jahrhundertmedizin
- 1929 – Der Schwarze Freitag
- 1930 – Gandhis Salzmarsch
- 1932 – Weimar am Ende*

### Kapitel 4: Hitler an der Macht
- 1933 – Hitlers Machterschleichung
- 1934 – Maos langer Marsch*
- 1936 – Im Augenblick des Todes*
- 1936 – Der schöne Schein
- 1937 – Das Zeppelin-Inferno*
- 1937 – Stalin der Diktator
- 1938 – Die Pogromnacht
- 1938 – Der erkaufte Friede*

### Kapitel 5: Totaler Krieg
- 1939 – Der Überfall
- 1940 – Hitler in Paris*
- 1941 – Das „Unternehmen Barbarossa“*
- 1941 – Angriff auf Pearl Harbor*
- 1942 – Tatort Auschwitz*
- 1943 – Entscheidung Stalingrad
- 1943 – Der Junge von Warschau (wurde anfangs nicht im Fernsehen ausgestrahlt)
- 1944 – Der längste Tag
- 1945 – Die rote Fahne auf dem Reichstag*
- 1945 – Die Bombe

### Kapitel 6: Neubeginn
- 1946 – Das Tribunal der Sieger
- 1947 – Kampf um Israel*
- 1948 – Rosinenbomber für Berlin
- 1949 – Die Geburt der Bundesrepublik*
- 1951 – Churchills letzte Schlacht*
- 1953 – Triumph auf dem Mount Everest
- 1953 – Die Krönung*
- 1953 – Steine gegen Panzer
- 1954 – Mythos Marilyn
- 1954 – Die Bombe von Bikini
- 1955 – Die Heimkehr der Zehntausend*

### Kapitel 7: Kalter Krieg
- 1956 – Der Ungarn-Aufstand
- 1958 – Der King des Rock ’n’ Roll
- 1959 – Der Sieg des Fidel Castro*
- 1960 – Operation Eichmann*
- 1961 – Der Schock von Berlin
- 1962 – Am Rande des Atomkrieges
- 1963 – Der Jahrhundert-Mord
- 1964 – Cassius Clay wird Weltmeister*
- 1965 – Beatlemania*
- 1966 – Das dritte Tor
- 1967 – Der Tod des Benno Ohnesorg*
- 1967 – Krieg im Heiligen Land
- 1968 – Der Todesschuss*
- 1968 – Worte gegen Panzer*

### Kapitel 8: Welt im Umbruch
- 1969 – Aufbruch zum Mond
- 1970 – Der Kniefall von Warschau
- 1972 – Das Mädchen aus Vietnam
- 1972 – Das Massaker von München
- 1974 – Der Kanzlerspion*
- 1974 – Die Watergate-Affäre
- 1975 – Flucht aus Saigon*
- 1976 – Aufstand der Kinder*
- 1977 – Die Erpressung
- 1978 – Das Retortenbaby*
- 1979 – Die Macht des Ayatollah

### Kapitel 9: Wendejahre
- 1980 – Der Streik von Danzig*
- 1981 – Schüsse auf den Papst
- 1982 – Der Falklandkrieg*
- 1983 – Hitlers falsche Tagebücher
- 1985 – Patient Zero
- 1986 – Die Challenger-Tragödie
- 1986 – Der Super-Gau von Tschernobyl
- 1987 – Der Fall Barschel*
- 1988 – Das Drama von Gladbeck* (wurde anfangs nicht im Fernsehen ausgestrahlt)
- 1989 – Das Wunder von Berlin
- 1990 – Die deutsche Einheit*

### Kapitel 10: Welt im Wandel
- 1991 – Operation Wüstensturm
- 1991 – Putsch in Moskau
- 1992 – Die bosnische Tragödie
- 1993 – Debakel in Somalia*
- 1994 – Mandelas Sieg
- 1995 – Mord im Heiligen Land*
- 1997 – Tod einer Prinzessin
- 1998 – Der Präsident und das Mädchen